# جیولیانو سیمئونه
جیولیانو سیمئونه بالدینی (انگلیسی: Giuliano Simeone؛ زادهٔ ۱۸ دسامبر ۲۰۰۲) بازیکن فوتبال اهل آرژانتین است که در پست مهاجم برای باشگاه اتلتیکو مادرید بازی می‌کند.

## زندگی شخصی
او فرزند دیه‌گو سیمئونه بازیکن و سرمربی اتلتیکو مادرید است. برادران او جیووانی و جیانلوکا نیز فوتبالیست حرفه‌ای هستند.